# Ioan Fiscuteanu

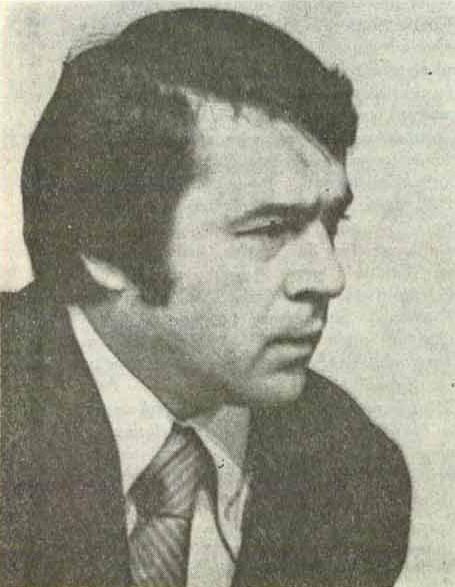
Ioan Fiscuteanu

Ioan Fiscuteanu (* 19. November 1937, Sânmihaiu de Câmpie; † 8. Dezember 2007 in Târgu Mureș) war ein rumänischer Theater- und Filmschauspieler.
Fiscuteanu absolvierte die Bukarester Theater- und Filmhochschule (Institutul de Artă Teatrală și Cinematografică „I.L. Caragiale“). Anschließend trat er auf der Bühne des Staatstheaters von Piatra Neamț auf. Ab 1968 war er Schauspieler an dem Nationaltheater von Târgu Mureș, wo er in zahlreichen Rollen zu sehen war.
Parallel dazu arbeitete er mit namhaften rumänischen Regisseuren zusammen und spielte in zwanzig Filmen mit. Für seine Rolle des Dante Remus Lăzărescu im Film „Moartea domnului Lăzărescu“ (deutsch: Der Tod des Herrn Lazarescu) wurde er 2005 am Copenhagen International Film Festival mit dem Hauptpreis für den besten Darsteller, dem „Goldenen Schwan“, und beim Transilvania International Film Festival (TIFF) für die beste Darstellung ausgezeichnet.
Fiscuteanu war auch Schriftsteller und Dichter. Er veröffentlichte den Band Strugurii de furat îs mai buni. Im Jahr 2003 erhielt er für seine langjährigen Tätigkeiten im Dienste der rumänischen Theater- und Filmkunst die Auszeichnung als Kavalier des Staatsordens „Serviciul Credincios“.
Im Jahr 2001 war bei Fiscuteanu eine Krebserkrankung festgestellt worden. Sechs Jahre später verstarb er in der Fachabteilung für Onkologie des Kreiskrankenhauses von Târgu Mureș daran.

## Filmografie (Auswahl)
- Fructe de pădure
- Acordați circumstanțe atenuante
- Glisando
- Emisie continuă
- Undeva în est
- Balanța
- Cel mai iubit dintre pamânteni
- Asfalt Tango
- Sindromul Timișoara – Manipularea
- 2005: Der Tod des Herrn Lazarescu (Moartea domnului Lăzărescu)